# Ciències aplicades
S'anomenen ciències aplicades el conjunt de ciències que es caracteritzen per la seva aplicació pràctica. Està íntimament relacionat amb l'enginyeria i amb la tecnologia. Les ciències aplicades són possibles gràcies a l'aplicació dels coneixements adquirits per les ciències pures (els estudis que no impliquen cap benefici pràctic immediat).

## Recerca aplicada
La recerca aplicada és l'aplicació pràctica de la ciència. Accedeix i utilitza teories, coneixements, mètodes i tècniques acumulades, per a un propòsit específic, dirigit per l'estat, el negoci o el client. La investigació aplicada es contrasta amb la recerca pura (recerca bàsica) en discussió sobre ideals, metodologies, programes i projectes de recerca.
La investigació aplicada tracta de resoldre problemes pràctics i generalment empra metodologies empíriques. Com que la investigació aplicada es troba en el món desordenat, és possible que es necessitin relaxar protocols de recerca estrictes. Per exemple, pot ser impossible utilitzar una mostra aleatòria. Per tant, la transparència de la metodologia és crucial. També s'han de tenir en compte les implicacions d'interpretació dels resultats obtinguts per relaxar un cànon de metodologia altrament estricte.
Atès que la investigació aplicada té una orientació provisional al problema i a les dades, també pot utilitzar un marc conceptual més provisional, com ara hipòtesis de treball o qüestions sobre el pilar. El manual de Frascati de l'OCDE descriu la recerca aplicada com una de les tres formes de recerca, juntament amb la investigació bàsica i el desenvolupament experimental.
Degut al seu enfocament pràctic, es trobarà informació de recerca aplicada a la literatura associada a disciplines individuals.

## Diferència amb les ciències fonamentals
Hi ha una divisió tradicional de les ciències en ciències fonamentals i ciències aplicades. Les ciències fonamentals investiguen les lleis fonamentals que regeixen el comportament i la interacció de les estructures bàsiques de la natura. Les investigacions de les ciències fonamentals es troben a la vora entre el conegut i el inesperat, i condueixen al descobriment científic. Per contrast, les ciències aplicades és apliquen els resultats de les ciències fonamentals a la solució de problemes socials i pràctics.
El propòsit de la investigació fonamental és el coneixement, és a dir la representació objectiva i racional de la realitat, mentre que el propòsit de la investigació aplicada és el coneixement instrumental efectiu sobre un fragment de realitat, dissenyat per a resoldre un problema pràctic específic.
Per a la investigació fonamental la veritat del coneixement sobre el món és el valor més alt; per a la investigació aplicada el valor més alt és l'efectivitat tecnològica de la informació sobre el món que no sempre coincideix amb la seva veritat, en el cas de la ciència fonamental les perspectives i el progrés de la investigació estan determinats principalment per la tasca d'identificar i introduir racionalment noves característiques del món, encara desconegudes. En la ciència aplicada el curs de la investigació està determinat per la necessitat de resoldre problemes tecnològics específics, per aquesta raó la novetat del coneixement sobre el món en si mateix apareix com un subproducte de la recerca d'aquestes solucions. El coneixement obtingut en el marc de la investigació aplicada es fixa, en primer lloc, com un mitjà per a resoldre un problema pràctic local; el coneixement sovint es presenta en formes que no impliquen un ús cognitiu directe addicional, però que té una aplicació pràctica directa, per exemple, instrucció, metodologia, recepta tecnològica, etc.

### Característiques del fenomen
La separació de la ciència aplicada en una definició separada s'associa, en primer lloc, a les característiques integrals dels tipus d'activitat científica i cognitiva, que difereixen en la seva finalitat. Per tant, l'objectiu de la ciència bàsica és el coneixement com a tal; la representació més objectiva i racional de la realitat. L'objectiu de la investigació aplicada és el coneixement instrumental-eficaç d'un fragment de realitat, dissenyat per resoldre un problema pràctic concret.
Per a la investigació bàsica, la veritat del coneixement del món és el valor més elevat; per a la investigació aplicada, el valor més elevat és l'eficàcia tecnològica de la informació sobre el món, que no sempre coincideix amb la seva veritat. En el cas de la ciència fonamental, les perspectives i el progrés de la investigació es determinen principalment per la tasca d'identificar i presentar racionalment noves característiques del món, encara no conegudes. En les ciències aplicades, el curs de la investigació està determinat per la necessitat de resoldre problemes tecnològics específics, per això la novetat del coneixement sobre el món mateix apareix aquí com a subproducte de la recerca d'aquestes solucions. El coneixement obtingut en el marc de la recerca aplicada es registra, en primer lloc, com a manera de resoldre un problema pràctic local; Aquest coneixement apareix sovint en formes que no impliquen el seu ús cognitiu més directe, però que tenen una aplicació pràctica directa: per exemple, instrucció, metodologia, recepta tecnològica, etc.

## Exemples
- Aeronàutica[14]
- Agricultura[15]
- Arquitectura[16]
- Astronàutica
- Biblioteconomia
- Ciències de la comunicació
- Ciències de la salut
- Electrònica
- Estadística
- Fotografia
- Informàtica
- Indústria
- Metal·lúrgia
- Mineria
- Pedagogia
- Pesca
- Ramaderia
- Telecomunicacions
- Transport